# .lu
.lu ist die länderspezifische Top-Level-Domain von Luxemburg. Sie wurde am 30. Juni 1988 eingeführt und wird seitdem von der Stiftung Réseau Téléinformatique de l’Education Nationale et de la Recherche verwaltet.
Eine .lu-Domain darf zwischen drei und 63 Zeichen lang sein und wird innerhalb weniger Stunden vollkommen automatisiert konnektiert. Seit dem Frühjahr 2010 unterstützt RESTENA die Zuteilung internationalisierter Domainnamen. Neben alphanumerischen Zeichen können auch Sonderzeichen der deutschen und französischen Sprache in .lu-Domains genutzt werden. Außerdem ist im Februar desselben Jahres die Einschränkung entfallen, dass der administrative Ansprechpartner zwingend einen Wohnsitz in Luxemburg aufweisen muss. Seitdem können .lu-Domains weitgehend ohne besondere Einschränkungen auch von Ausländern registriert werden.
Im Vergleich zu anderen länderspezifischen Top-Level-Domains besitzt .lu die Besonderheit, dass der Handel mit Domains im Land steuerlich begünstigt ist. Ein entsprechendes Gesetz wurde am 21. Dezember 2007 verabschiedet, das eine Reduzierung der Umsatzsteuer auf den Handel und Lizenzen von Patenten, Marken und eben auch Domainnamen vorsieht.
Im vierten Quartal 2020 begann die Vergabe der ein- und zweistelligen lu-Domains im Rahmen eines mehrstufigen Vergabeverfahrens, bei dem zunächst Markeninhaber und im Anschluss weitere Interessenten im Rahmen einer Auktion zum Zuge kamen.

## Belege
1. ↑  Delegation Record for .LU. IANA, abgerufen am 20. Mai 2013 (englisch).
2. ↑  Eigenschaften einer .lu-Domain. united-domains, abgerufen am 20. Mai 2013.
3. ↑  Florian Hitzelberger: Neues von .rf, .lu und .music. In: domain-recht. 17. Februar 2010, abgerufen am 20. Mai 2013: „Bereits seit 1. Februar 2010 und noch bis zum 31. März 2010 läuft bei der luxemburgischen Landesendung .lu die Phase zur bevorrechtigten Registrierung von .lu-Domains mit Sonderzeichen, insbesondere den drei Umlauten ä, ö und ü. (...) Die Einschränkung, dass der Admin-C seinen Sitz in Luxemburg haben muss, ist zum 1. Februar 2010 ersatzlos entfallen.“
4. ↑  Florian Hitzelberger: Neues von .eu, .lu und .me. In: domain-recht. 29. Januar 2008, abgerufen am 20. Mai 2013: „Das Großherzogtum Luxemburg will sich zum Zentrum des internationalen Domain-Handels aufschwingen: wie das Tageblatt berichtet, soll der Handel mit Domain-Namen ein neues Standbein der Luxemburger Wirtschaft werden. Zu diesem Zweck hat man am 21. Dezember 2007 ein Gesetz verabschiedet, das steuerliche Begünstigungen für den Handel mit geistigem Eigentum bietet.“
5. ↑  We.lu – Frankcom IT Service. Abgerufen am 13. Februar 2021.